# Bangkok United Football Club
El Bangkok United Football Club es un equipo de fútbol de Tailandia que compite en la Liga de Tailandia, la máxima categoría del fútbol en el país.
Fue fundado en 1988 como Bangkok University FC en la capital Bangkok, hasta el 2009, cuando cambió su nombre por el que tiene ahora. En el 2010 descendieron a la Thai Division 1 league cuando 4 años atrás fueron campeones.

## Palmarés
- Liga Premier de Tailandia: 1

2006
- Thai Division 1 League: 1

2002/03
- Copa de Campeones de Tailandia: 1

2023

## Participación en competiciones de la AFC
- Champions League: 3 apariciones

2007 - Fase de grupos
2017 - Ronda preliminar
2019 - Ronda preliminar
- Copa de Singapur: 2 apariciones

2007 - Semifinalista
2008 - Cuartos de final

## Jugadores destacados
| - Suriya Domtaisong - Suphasek Kaikaew - Sarawut Kambua - Mantehwa Lahmsombat - Pansa Meesatham - Patiparn Phetphun - Prat Samakrat - Tanapat Na Tarue - Surapong Thammawongsa - Piyawat Thongman | - Masahiro Fukazawa - Ryuji Sueoka |

## Equipos afiliados
- Osotspa Saraburi FC
- Samut Songkhram FC